# Суботинська сільська рада (Сафакулевський район)
Субо́тинська сільська рада (рос. Субботинский сельский совет) — сільське поселення у складі Сафакулевського району Курганської області Росії.
Адміністративний центр — село Суботино.
Населення сільського поселення становить 577 осіб (2017; 783 у 2010, 1048 у 2002).
Станом на 2002 рік присілок Бугуй перебував у складі Надеждинської сільради.

## Склад
До складу сільського поселення входять:
| Населений пункт      | Населення, осіб (2002) | Населення, осіб (2010) |
| -------------------- | ---------------------- | ---------------------- |
| Бугуй, присілок      | 211                    | 144                    |
| Мурзабаєва, присілок | 258                    | 183                    |
| Суботино, село       | 579                    | 456                    |